# Baatarkhüügiin Battsetseg
Baatarkhüügiin Battsetseg (sinh ngày 21 tháng 1 năm 1976) là một vận động viên điền kinh người Mông Cổ. Cô đã thi đấu trong nội dung chạy 5000 mét nữ tại Thế vận hội Mùa hè 2000.